# Thomas Schwanthaler
Thomas Schwanthaler, de son nom de naissance Thomas Schwabenthaler (né en 1634 à Ried im Innkreis, alors dans l'Électorat de Bavière, aujourd'hui en Autriche, mort en 1707 dans la même ville) est un sculpteur austro-bavarois.

## Biographie
Thomas Schwanthaler, baptisé le 5 juin 1634, est le fils aîné du sculpteur Hans Schwabenthaler et de sa femme Katharina, originaires des environs d'Altötting et installés à Ried en 1632-1633. En raison du décès prématuré de son père, il reprend l'atelier paternel à l'âge de 22 ans.
Le 16 août 1660, il épouse la fille du relieur Eva Vorburger, qui vit à Ried. Lorsque le premier enfant du couple est baptisé le 8 août 1661, le père était déjà nommé Schwanthaler dans le registre des baptêmes. En 1667, lui et sa famille reçoivent les droits civils sur la sculpture. En 1679, il acquiert une lettre d'armoiries (de) du comte palatin Ferdinand Wilhelm Metzger von Meggenburg et s'appelle désormais officiellement Schwanthaler.
Schwanthaler est considéré comme le sculpteur le plus important de la seconde moitié du XVIIe siècle dans l'actuelle Haute-Autriche. Son travail artistique s'étend sur une période de près de 50 ans. Son travail artistique est inspiré par la capacité virtuose, la sensibilité et la spiritualité.
Schwanthaler engendre 15 enfants dans deux mariages. Son fils Bonaventura (de) participe en tant que meneur du Soulèvement populaire bavarois en 1705-1706.
Thomas Schwanthaler est inhumé à Ried le 13 février 1707. Dans le livre des morts de la paroisse de Ried, il est écrit : « Sepultus est (est enterré) le distingué et astucieux M. Thomas Schwanthaler, sculpteur ici ».

## Œuvres
- Figures de l'autel latéral dans l'église d'Eitzing (de), 1660 (?)

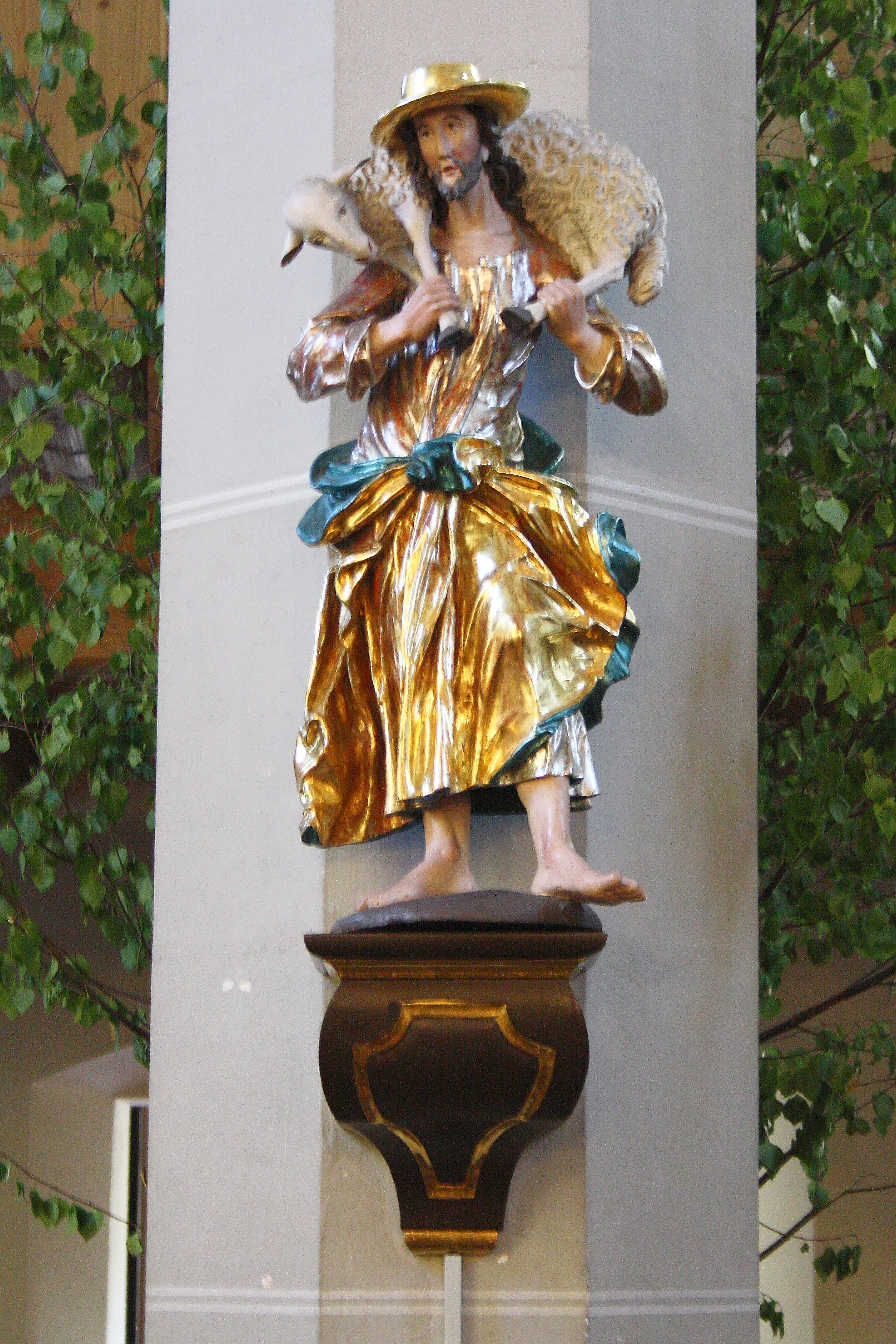
Le Bon Berger, église d'Ungenach

- Maître-autel de l'église de Ried im Innkreis, 1661-1664
- Maître-autel de l'église de Zell am Pettenfirst, 1667-1668
- Décapitation de Sainte Barbe, église Saint-Jacques de Schalchen, 1672
- Christ enfant, église d'Andrichsfurt (de), vers 1670-1675
- Apôtres Pierre et Paul, église de Mattighofen (ancienne collégiale), vers 1670-1675
- Trois autels pour l'église de pèlerinage de Maria Plain près de Salzbourg, 1674-1676
- Marie de la Victoire, église de Zell an der Pram (de), vers 1675
- Double autel de l'Église de Saint-Wolfgang im Salzkammergut (de), 1675-1676
- Saint Joseph à l'enfant, Vierge à l'enfant, vers 1670-1680 (aujourd'hui dans les Musées d'État de la Haute-Autriche, Linz)
- Gottvater Pietà, chapelle Bründl à Pötting près d'Andrichsfurt, vers 1675-1680
- Autel des Trois Rois dans l'église de Gmunden (de), vers 1678
- Mont des Oliviers, église de Ried im Innkreis (de). vers 1678(?)
- Saint Michel et Marie de la Victoire, abbaye de Reichersberg (de), vers 1694
- Fontaine Saint-Michel, abbaye de Reichersberg (de), 1694